# Masazır
Masazır (także Masazyr i Masazir) – wioska i gmina w rejonie Apszeron w Azerbejdżanie. Populacja wynosi 3247 osób.